# Vulcain
Vulcain je družina tekočegorivnih motorjev raketnih motorjev, ki se uporabljajo za pogon prve stopnje rakete Ariane 5. Razvoj motorja se je začel leta 1988, prvi let je bil izveden leta 1996. Modernejša in močnejša verzija Vulcain 2 je prvič poletela leta 2005. Oba motorja uporabljajo tekoči vodik (LH2) kot gorivo in tekoči kisik (LOX) kot oksidator. Obe komponenti sta ohlajeni na kriogenične temperature. Masno mešalno razmerje je 5,6 (v korist kisika). Vulcain razvija 1015 kN potiska v vakuumu, Vulcain 2 pa 1359 kN (137 ton). Specifični impulz v vakuumu je 440 s (4,3 km/s). Masa motorja Vulcain je 625 kg, Vulcain 2 pa 909kg. Razmerje potisk/teža pri Vulcainu je 83,4, pri Vulcain 2 pa 81,04.
Turbočrpalka za kisik ima moč 3 MW in se vrti pri 13600 rpm, turbočrpalka za vodik ima moč 12 MW in se vrti pri 34000 rpm. Skupni masni pretok je 235 kg/s, 41,2 kg/s od tega je vidk
Glavni proizvajalec motorjev je francoska Snecma Moteurs, ki izdeluje tudi turbočrpalko.

### Primerljivi motorji
- RS-68
- Rocketdyne J-2
- Aerojet Rocketdyne RS-25 - SSME, glavni motor na Space shuttlu
- RD-0120
- Primerjava raketnih motorjev